# Лизених
Лизених (њем. Liesenich) општина је у њемачкој савезној држави Рајна-Палатинат. Једно је од 92 општинска средишта округа Кохем-Цел. Према процјени из 2010. у општини је живјело 326 становника. Посједује регионалну шифру (AGS) 7135054.

## Географски и демографски подаци
Лизених се налази у савезној држави Рајна-Палатинат у округу Кохем-Цел. Општина се налази на надморској висини од 380 метара. Површина општине износи 8,8 km². У самом мјесту је, према процјени из 2010. године, живјело 326 становника. Просјечна густина становништва износи 37 становника/km².